# Hylics
Hylics — це рольова відеогра, розроблена та видана Мейсоном Ліндротом. Гра була випущена 2 жовтня 2015 року на Steam та Itch.io. У грі використовується глиняна графіка для зображення сюрреалістичного світу.

## Продовження
Сиквел до гри, Hylics 2 був анонсований у січні 2018 року і вийшов 22 червня 2020 року. На відміну від першої частини, що розроблялась за допомогою RPG Maker, нова частина була створена в Unity. Гра відрізняється новим геймплеєм, графікою, музикою та значно розширеною історією про поплічників Гіббі, які намагаються оживити його, і про те, як Вейн намагається їх зупинити.

## Absent Moon, a Hylics Song Cycle
Absent Moon, a Hylics Song Cycle це концептуальний альбом у жанрі рок-опера, написаний і виконаний Чаком Саламоне, присвячений грі. Альбом вийшов 5 травня 2023 року.
| Absent Moon, a Hylics Song Cycle track listing | Absent Moon, a Hylics Song Cycle track listing                                             | Absent Moon, a Hylics Song Cycle track listing |
| #                                              | Назва                                                                                      | Тривалість                                     |
| ---------------------------------------------- | ------------------------------------------------------------------------------------------ | ---------------------------------------------- |
| 1.                                             | «The Champion of Ennui / Into the Pastel Sky» (за участю Vinny Vinesauce та Diane Aragona) | 5:20                                           |
| 2.                                             | «The Promethean's Lament»                                                                  | 4:42                                           |
| 3.                                             | «The Way Back Home» (за участю Diane Aragona)                                              | 4:55                                           |
| 4.                                             | «Seasons»                                                                                  | 4:19                                           |
| 5.                                             | «Spell of Absurdity» (за участю Diane Aragona)                                             | 4:52                                           |
| 6.                                             | «As the World Begins to Wane»                                                              | 7:32                                           |
| 7.                                             | «Awakening»                                                                                | 1:25                                           |
| 8.                                             | «The Champion of Ennui / Into the Pastel Sky» (instrumental)                               | 5:20                                           |
| 9.                                             | «The Promethean's Lament» (instrumental)                                                   | 4:42                                           |
| 10.                                            | «The Way Back Home» (instrumental)                                                         | 4:55                                           |
| 11.                                            | «Seasons» (instrumental)                                                                   | 4:19                                           |
| 12.                                            | «Spell of Absurdity» (instrumental)                                                        | 4:52                                           |
| 13.                                            | «As the World Begins to Wane» (instrumental)                                               | 7:32                                           |
| 64:45                                          |                                                                                            |                                                |